# Association des compagnies aériennes africaines
L'Association des compagnies aériennes africaines (en anglais : African Airlines Association, AFRAA) est une association des compagnies aériennes africaines. Fondée en 1968, et basée à Nairobi, au Kenya. Son le principal objectif est d'établir et de faciliter la coopération entre les compagnies aériennes africaines.

## Compagnies membres
| Compagnie                        | Pays                | Année d'adhésion |
| -------------------------------- | ------------------- | ---------------- |
| Afriqiyah Airways                | Libye               | 2002             |
| Air Algérie                      | Algérie             | 1968             |
| Air Botswana                     | Botswana            | 1991             |
| Air Burkina                      | Burkina Faso        | 2002             |
| Air Djibouti                     | Djibouti            | 2019             |
| Air Ivoire                       | Côte d'Ivoire       | 2002             |
| Air Madagascar                   | Madagascar          | 1975             |
| Air Malawi                       | Malawi              | 1968             |
| Air Mali                         | Mali                | 1968             |
| Air Mauritius                    | Maurice             | 1985             |
| Air Namibia                      | Namibie             | 2000             |
| Air Sénégal                      | Sénégal             | 2019             |
| Air Seychelles                   | Seychelles          | 1993             |
| Air Tanzania                     | Tanzanie            | 1977             |
| Air Zimbabwe                     | Zimbabwe            | 1981             |
| Camair-Co                        | Cameroun            | 2012             |
| CEIBA Intercontinental           | Guinée équatoriale  | 2011             |
| ECAir                            | République du Congo | 2012             |
| EgyptAir (SA)                    | Égypte              | 1968             |
| Eritrean Airlines                | Érythrée            | 2011             |
| Ethiopian Airlines (SA)          | Éthiopie            | 1968             |
| Kenya Airways (ST)               | Kenya               | 1977             |
| LAM Mozambique Airlines          | Mozambique          | 1976             |
| Libyan Airlines                  | Libye               | 1968             |
| Nile Air                         | Égypte              | 2016             |
| Precision Air                    | Tanzanie            | 2006             |
| Royal Air Maroc (OW)             | Maroc               | 1977             |
| RwandAir                         | Rwanda              | 2009             |
| Safarilink Aviation              | Kenya               | 2019             |
| South African Airways            | Afrique du Sud      | 1994             |
| South African Express Airways    | Afrique du Sud      | 2003             |
| Sudan Airways                    | Soudan              | 1968             |
| Starbow Airlines                 | Ghana               | 2012             |
| TAAG Angola Airlines             | Angola              | 1978             |
| Transportes Aéreos de Cabo Verde | Cap-Vert            | 2014             |
| Toumaï Air Tchad                 | Tchad               | 2007             |
| Tunisair                         | Tunisie             | 1968             |
| Uganda Airlines                  | Ouganda             | 2019             |